# Bitka pri reki Combahee
Bitka pri reki Combahee se je zgodila med ameriško revolucionarno vojno 27. avgusta 1782 blizu Beauforta v Južni Karolini, eden od mnogih takšnih spopadov po obleganju Yorktowna, ki so se zgodili, preden so Britanci decembra 1782 evakuirali Charleston, Južna Karolina. Podpolkovnik John Laurens, 27-letni južnjaški abolicionist, prej diplomat in pribočnik pri Georgeu Washingtonu, ki je bil hvaljen kot "eden najpogumnejših in najbolj galantnih ameriških častnikov", je bil med spopadom ubit.

## Ozadje
Britanske sile, ki so zasedle Charleston, so bile zaradi delovanja sil generala Nathanaela Greena na tem območju v bistvu oblegane. Britanski general Alexander Leslie je marca 1782 zaprosil za premirje in dovoljenje za nakup hrane za svojo garnizijo in prebivalce mesta. Ko je Greene to zavrnil, je general Leslie napovedal svojo namero, da bo nadaljeval z oboroženimi napadi, da bi na silo zasegel zaloge. Da bi se uprl britanskim napadom, je Greene pod poveljstvom generala Mordecaija Gista iz Marylanda postavil 300-člansko lahko brigado pehote in konjenice.
21. avgusta je general Leslie poslal dve nabirajoči ekspediciji. Ena se je odpravila v župnijo sv. Helene, druga pa pod poveljstvom majorja Williama Breretona po reki Combahee v iskanju riža za prehrano svoje garnizije. Ko je Greene izvedel za britanske premike, je poslal Gistovo vojsko k reki Combahee, da bi se uprla Breretonu.
Gist je 25. avgusta prispel na severni breg reke, vendar je Brereton že prispel in prevzel nadzor nad trajektom. 26. avgusta je Gist izvedel, da je 300 Breretonovih mož prečkalo reko, zato je poslal odred z ukazom, naj napade Britance pred sončnim vzhodom naslednje jutro.
Polkovnik John Laurens, ki je pravkar 26. avgusta prispel s svoje postaje zunaj Charlestona, je Gista prosil, naj mu da ukaz, naj po reki popelje dodatno manjšo enoto, da bi postavila reduto pri Chehaw Pointu, od koder bi lahko streljali na Britance med umikom. Gist je pod Laurensovo poveljstvo postavil petdeset delawarskih pehotnikov in topniškega stotnika Jamesa Smitha s havbico.

## Bitka
Laurens in njegovi vojaki so se za noč ustavili na plantaži blizu reke Combahee, kjer je živel Laurensov prijatelj. 27. avgusta okoli 3. ure zjutraj so odšli proti rtu Chehaw.
Britanci so se v pričakovanju Gistovih manevrov tiho umaknili po reki navzdol. Preden je Laurensov odred lahko dosegel reduto, je 140 britanskih vojakov že pripravilo zasedo približno 1,6 kolimetra od Chehaw Pointa in se skrili v visoki travi ob cesti.
Ko se je sovražnik dvignil, da bi streljal, je Laurens kljub številčni premoči in močnejšemu položaju Britancev takoj vodil napad. Čeprav se vsi viri ne strinjajo glede tega ali je Laurens ukazal svojim možem napad, preden je sam vodil napad, se je bitka začela, ko je Laurens sam začel voditi juriš. Britanci so takoj odprli ogenj in v prvem salvu je Laurens padel s konja s smrtnimi ranami. Padel je tudi topniški stotnik, prav tako tudi drugi vojaki, ameriške čete pa so se v neredu umaknile in pustile havbico za seboj. Gist, ki je odhod Britancev odkril ob 4.00 zjutraj, je bil oddaljen le dobre tri kilometer in se je hitro približeval, vodil pa je 150 konjenikov, da bi okrepil Laurensa. Po besedah Williama McKennana, stotnika pod Laurensovim poveljstvom, se je Laurens zdel "zaskrbljen, da bi napadel sovražnika, preden bi prišla glavnina" in stavil, da bodo njegove čete, "čeprav maloštevilne, dovolj, da si bo lahko prislužil lovorjevo odlikovanje" pred koncem bojev. McKennanovo mnenje je bilo, da je Laurens "želel vse narediti sam in imeti vso čast".
Gist je s konjenico prispel pravočasno, da bi pokril umik, vendar ni mogel povrniti havbice ali premakniti Britancev z njihovega položaja.

## Posledice bitke
Britanci so se sčasoma vrnili na svoje čolne, Breretonovi možje pa so nadaljevali z iskanjem hrane, medtem ko se je Gist ukvarjal s posledicami bitke. Laurens in še en Američan sta umrla na bojišču, 19 pa jih je bilo ranjenih.